# Dutaillyea comptonii
Dutaillyea comptonii är en vinruteväxtart som beskrevs av E. G. Baker. Dutaillyea comptonii ingår i släktet Dutaillyea och familjen vinruteväxter. Inga underarter finns listade i Catalogue of Life.